# 사이마 운하

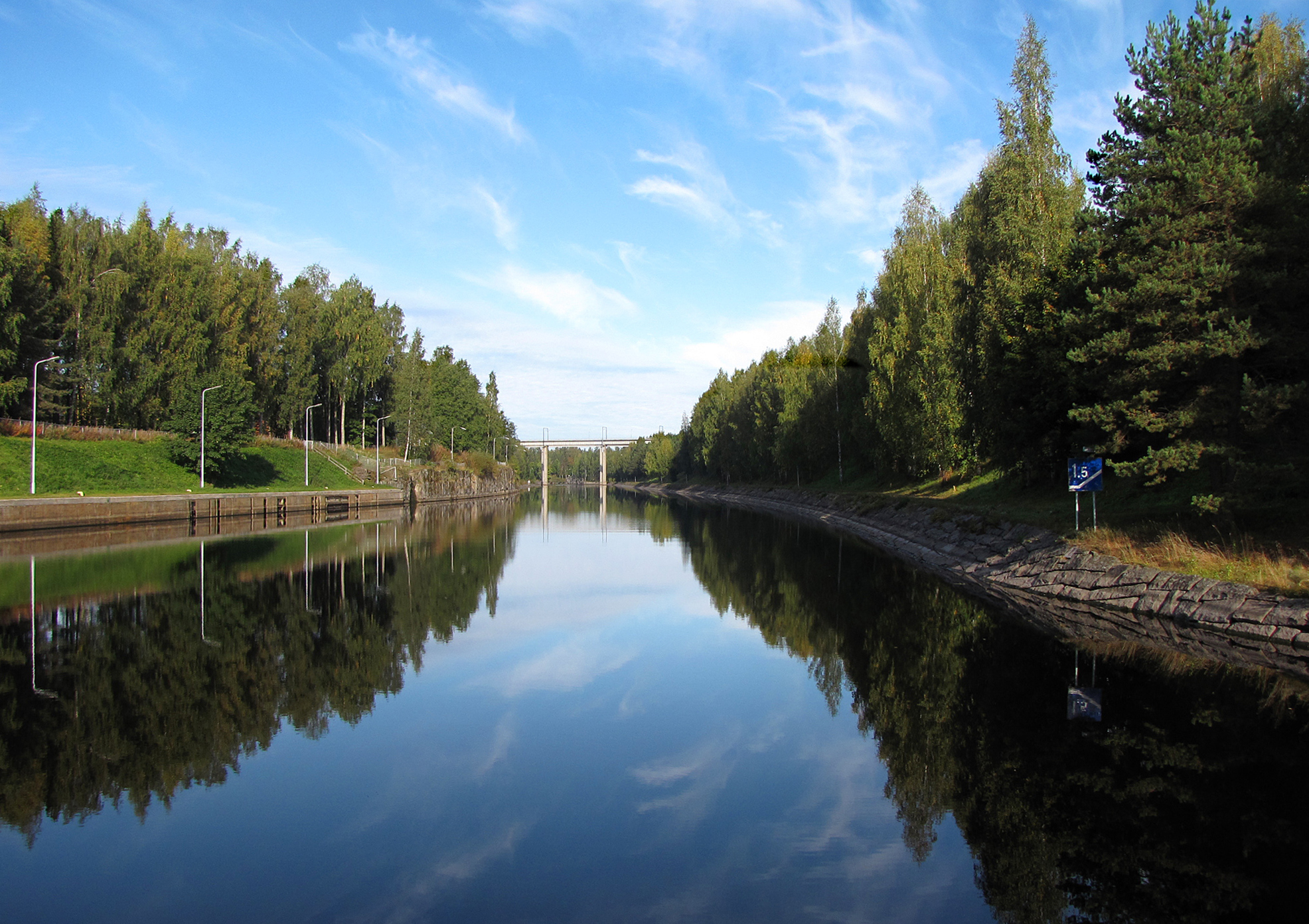
사이마 운하

사이마 운하 지도

사이마 운하(핀란드어: Saimaan kanava, 스웨덴어: Saima kanal, 러시아어: Сайменский канал)는 핀란드의 사이마호와 핀란드만 인근의 러시아 비보르크 사이를 연결하는 운하이다. 1845년부터 1856년까지 공사가 진행되었으며 1856년 9월 7일(율리우스력으로는 1856년 8월 26일)에 개통되었다. 1963년부터 1968년까지 확장 공사가 진행되었다.
핀란드 중남부, 남동부에 걸친 지역(핀란드 호수 지방)에서는 120개 이상의 호수가 운하와 수로로 연결되어 있다. 사이마 호에서 깊은 수심의 수로(흘수는 4.2m)의 길이는 814km이며 핀란드 중부에 위치한 쿠오피오까지 연결되어 있다.

## 개요
핀란드 라펜란타 근교에서 러시아 비보르크까지 연결되어 있으며 사이마호와 비보르크 만을 지나간다. 핀란드-러시아 국경에는 누이야마(Nuijamaa) 호가 있으며 러시아 쪽에는 3개의 작은 호수가 있다.

### 넓이
- 길이: 42.9km (러시아 측은 19.6km, 핀란드 측은 23.3km)
- 너비: 34~55m
- 핀란드 만과 사이마 호의 높낮이 차이는 75.7m
- 항행 가능한 선박의 크기
  - 선박의 길이: 82m
  - 선박의 너비: 12.2m
  - 선박의 흘수: 4.35m
  - 돛의 최고 노피: 24.5m

### 갑문
핀란드 쪽에는 3개의 갑문(Mälkiä, Mustola, Soskua), 러시아 쪽에는 5개의 갑문(Pälli, Ilyistoye, Tsvetochnoye, Iskrovka, Brusnichnoye)이 있다.

### 교량
운하와 교차하는 다리는 다음과 같다.
- 도로교 12기
  - 핀란드 쪽에 설치된 도로교 6기 (이 가운데 3기는 이동식 도로교)
  - 러시아 쪽에 설치된 도로교 6기 (이 가운데 4기는 이동식 도로교)
- 철도교 2기 (양국에 1기씩, 모두 고정식 도로교)

## 역사
1856년 라펜란타와 비푸리(현재의 러시아 비보르크) 사이에 사이마 운하가 건설되었다. 이 운하가 건설되던 당시에는 두 도시 모두 러시아 제국의 핀란드 대공국에 있었다.
1940년 모스크바 평화 조약에 따라 카렐리야 지협과 비보르크가 소련에 할양되었고 사이마 운하 또한 분단되면서 통행할 수 없게 되었다.
1963년 소련의 운하 지대와 말리비소츠키 섬을 50년 동안 핀란드에 조차하는 조약이 체결되었다. 핀란드의 운하 확장 공사가 진행되면서 길이가 42.9km로 늘어났고 1968년부터 운행이 개시되었다.
2013년 이후의 조차에 대해서는 2008년에 연간 조차료를 290,000 유로에서 1,220,000 유로로 인상하는 조건으로 추가로 50년간 지속하기로 결정했다. 조차료는 10년마다 재검토할 예정이다.